# Різ Гоффа
Різ Гоффа  (англ. Reese Hoffa, 8 жовтня 1977) — американський легкоатлет, олімпійський медаліст.

## Виступи на Олімпіадах
| Олімпіада   | Дисципліна     | Місце             |
| ----------- | -------------- | ----------------- |
| Афіни 2004  | штовхання ядра | 22 (кваліфікація) |
| Пекін 2008  | штовхання ядра | 7                 |
| Лондон 2012 | штовхання ядра | 3                 |

## Зовнішні посилання
- Досьє на sport.references.com